# Eberhard Risse
Eberhard Risse (* 6. September 1920 in Hagen; † 8. August 1975) war ein deutscher Politiker der FDP.

## Ausbildung und Beruf
Eberhard Risse absolvierte die Volksschule und das Gymnasium, an dem er das Abitur ablegte. Im Anschluss besuchte er die Staatliche Ingenieurschule (Maschinenbau und Betriebswirtschaft). Danach war als Betriebsleiter tätig. Ab 1952 wirkte er als Arbeitsrichter beim Arbeitsgericht Hagen.

## Politik
Eberhard Risse war Mitglied der FDP. Vom 13. Juli 1954 bis zum 12. Juli 1958 war er Mitglied des 3. Landtages von Nordrhein-Westfalen, in den er über die Landesliste einzog. 